# Brenda Jonesová
Brenda Jonesová, později Carr, (* 17. listopadu 1936) je australská běžkyně na střední vzdálenosti. Na národních šampionátech 1958 vyhrála závody na 440 yardů a 880 yardů. V roce 1960 byla pátá na 440 yardů a druhá na 880 yardů. Na olympijských hrách v roce 1960 vedla závod na 800 metrů, ale v posledních několika metrech prohrála s Ljudmilou Ševcovou.